# Opruiming!
Opruiming! (originele titel: Liquidation totale) is het 14de album uit de stripreeks Konvooi. Het scenario werd geschreven door Jean-David Morvan. Buchet tekende het verhaal. Het album verscheen in het Frans bij uitgeverij Delcourt in 2011. In 2018 verscheen het in vertaling bij uitgeverij Arboris.

## Verhaal
Nävis staat op het punt het complot te ontrafelen. Maar ze wordt geconfronteerd met Yiarhu-Kah, de perfecte huurmoordenaar. Oog in oog met de dood moet Nävis een stand van zaken van haar leven maken. Ze beseft dat zij ook zulke moordenaar had kunnen worden toen ze probeerde zonder emoties te leven.

## Achtergrond
Het idee van het personage van de perfecte huurmoordenaar haalde scenaris Morvan uit de roman Hyperion van Dan Simmons.